# Alexander Vogelgsang
Alexander Vogelgsang (* 30. Oktober 1944 in Bayrischzell) ist ein ehemaliger deutscher Kommunalpolitiker (SPD) und Volkswirt.

## Werdegang
Vogelgsang wuchs in Ulm auf. Im Anschluss an das Abitur studierte er von 1964 bis 1966 Volkswirtschaftslehre in Berlin und zwei weitere Jahre in Basel. 1968 schloss er als Diplom-Volkswirt ab. Er war zunächst als Projektleiter beim Wirtschaftsforschungsinstitut Prognos in Basel tätig. 1974 wechselte er als wirtschaftspolitischer Berater in das Bundeskanzleramt. Von 1977 bis 1983 leitete er daselbst das Referat für politische und gesellschaftliche Planung. Von 1983 bis 1986 war er wirtschaftspolitischer Berater im Bonner Büro von Bundeskanzler Helmut Schmidt.
Im Februar 1986 wurde er zum Oberbürgermeister von Böblingen gewählt und 1994 und 2002 im Amt bestätigt. 

## Ehrungen
Anlässlich seines Ausscheidens wurde er im Februar 2010 zum Ehrenbürger der Stadt Böblingen ernannt. Am 10. November 2010 wurde er für seinen jahrzehntelangen Einsatz als Oberbürgermeister mit dem Bundesverdienstkreuz 1. Klasse ausgezeichnet.